# Referéndum de Samoa Americana de 1990
Un referéndum para restringir el poder del veto del gobernador tuvo lugar en Samoa Americana el 7 de noviembre de 1990. La propuesta fue rechazada por el 75% de los votantes.

## Resultados
| Opción                   | Votos | %   |
| ------------------------ | ----- | --- |
| A favor                  |       | 25  |
| En contra                |       | 75  |
| Votos                    |       | –   |
| Total                    |       | 100 |
| Fuente: Direct Democracy |       |     |